# ارزن باتلاقی آمریکایی
ارزن باتلاقی آمریکایی، چمن پایابی آمریکایی (نام علمی: Paspalum urvillei) نام یک گونه از سرده ارزن باتلاقی است. این گونه در سال‌های اخیر به صورت علف هرز به ایران وارد شده است.